# Romagnano Sesia
Romagnano Sesia is een gemeente in de Italiaanse provincie Novara (regio Piëmont) en telt 4162 inwoners (31-12-2004). De oppervlakte bedraagt 18,1 km², de bevolkingsdichtheid is 230 inwoners per km².

## Demografie
Romagnano Sesia telt ongeveer 1814 huishoudens. Het aantal inwoners daalde in de periode 1991-2001 met 2,6% volgens cijfers uit de tienjaarlijkse volkstellingen van ISTAT.
| Jaar | Inwoneraantal |
| ---- | ------------- |
| 1991 | 4329          |
| 2001 | 4216          |

## Geografie
De gemeente ligt op ongeveer 266 m boven zeeniveau.
Romagnano Sesia grenst aan de volgende gemeenten: Cavallirio, Fontaneto d'Agogna, Gattinara (VC), Ghemme, Prato Sesia, Serravalle Sesia (VC).

## Geboren
- Lorenzo Antonetti (1922-2013), geestelijke en een kardinaal